# Torre degli Anziani
(Angelo Portenari, Della Felicità di Padova, 1623)

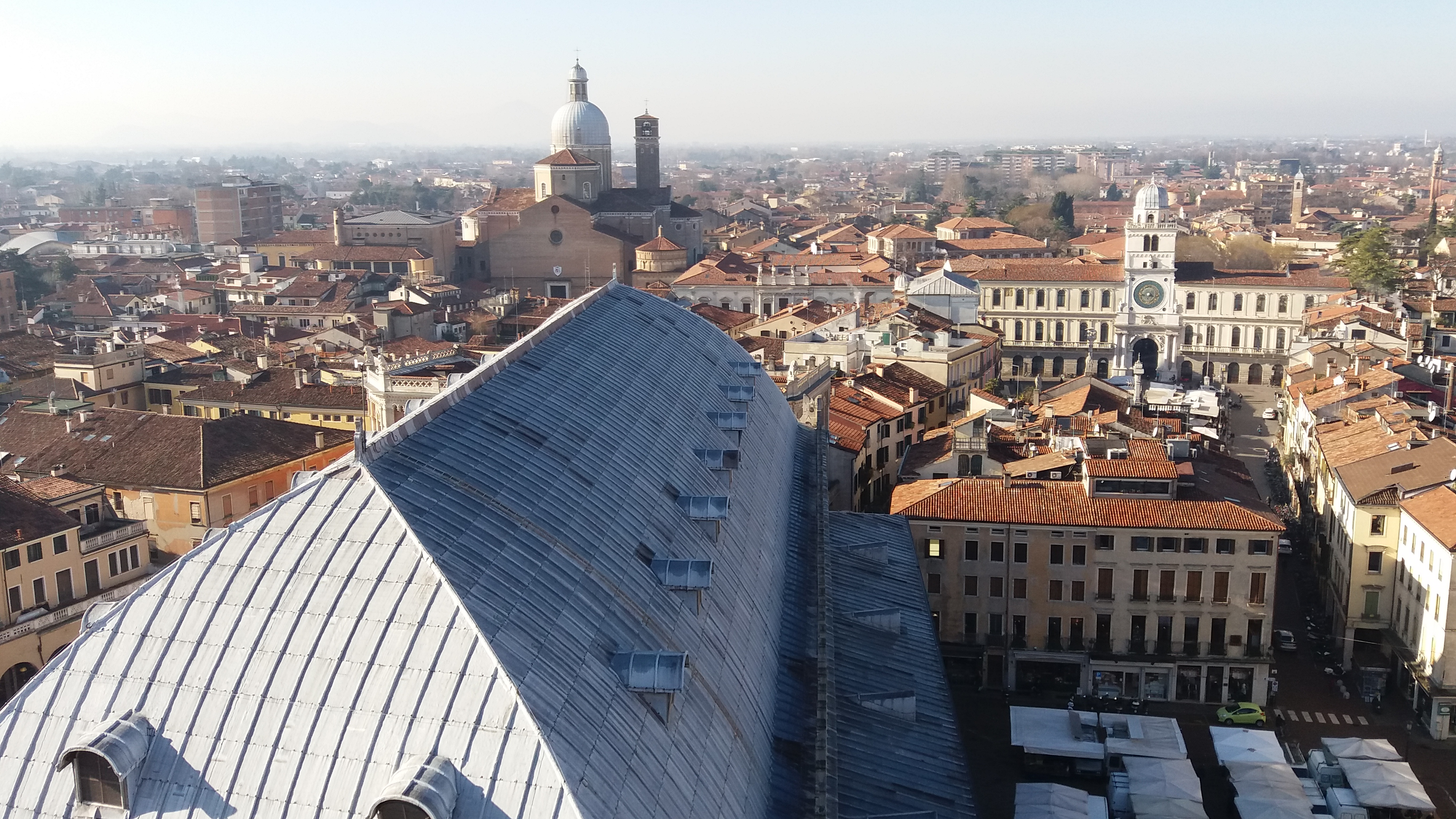
Panorama di Padova dalla Torre

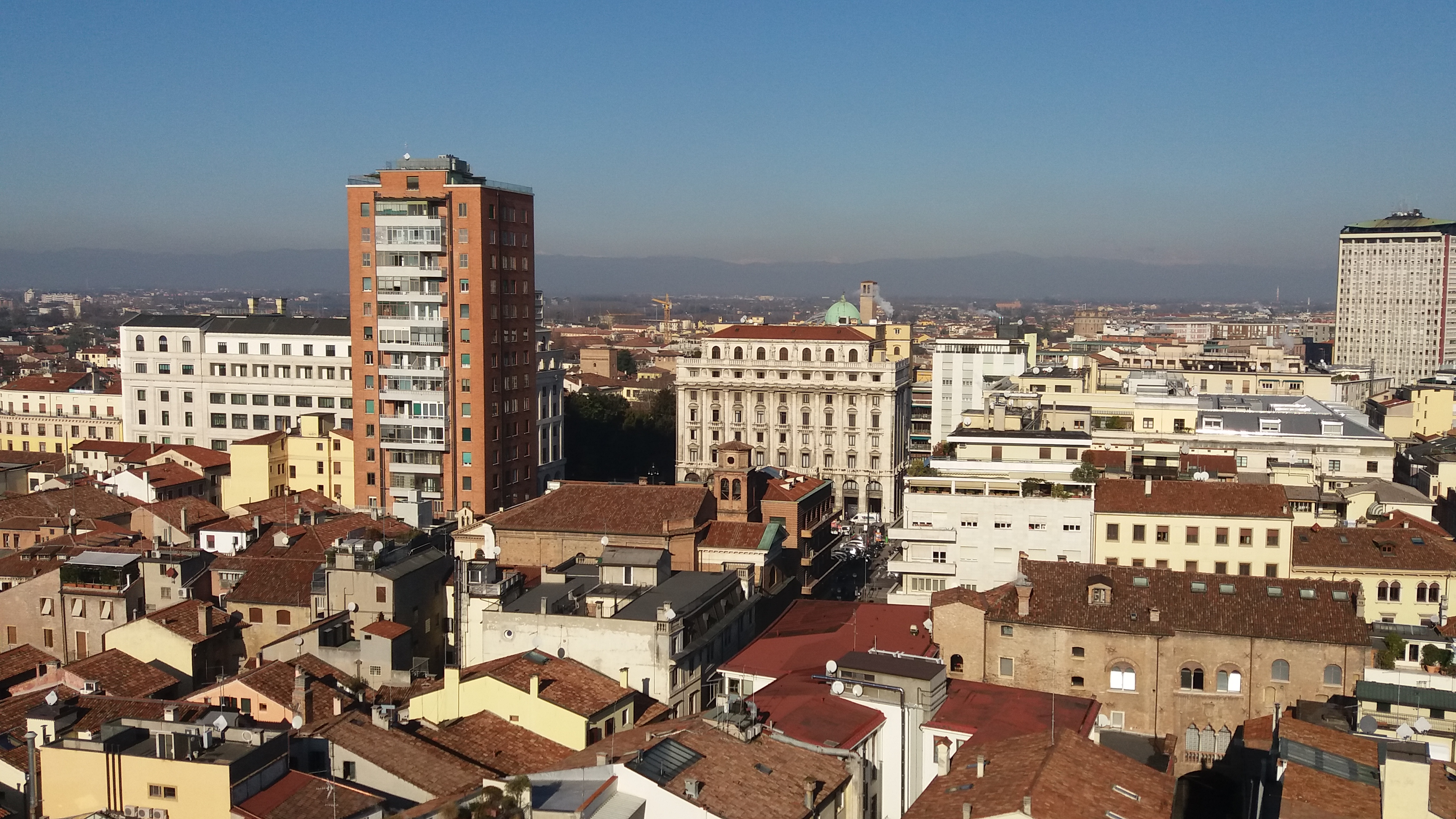
Panorama di Padova dalla Torre

La Torre degli Anziani, conosciuta anche come Torre del Comune o Torre Bianca, è una torre civica di età medievale che si innalza tra l'antica Contrà del Sale (ora via Oberdan) e Piazza della Frutta a Padova. Si inserisce tra il palazzo degli Anziani ed il palazzo del Consiglio, edifici medievali che compongono il grande complesso del Palazzo Comunale di Padova. L'edificio è di antichissima origine (XI-XII secolo) e dagli inizi del XIII secolo fa parte degli edifici pubblici della comunità padovana. La torre, sorta in origine come torre gentilizia dei Camposampiero, è divenuta ben presto campanile pubblico ed ha continuato da esserlo per secoli, sino ai problemi di staticità rilevati alla fine del 1938. I lavori che ne conseguirono, guidati da Ferdinando Forlati, interruppero il suono delle due campane che da secoli erano ospitate nell'edificio e che ne denotavano l'importanza.
Nella torre si conserva ancora, montata in un castello ligneo riferibile al XVIII secolo, una delle campane più grandi del Triveneto, il Campanon o Campana Granda. 
Nella primavera 2021, in concomitanza della pubblicazione di un volume interamente dedicato alla torre che ne ripercorre la vicenda storica, è stato annunciato il restauro dell'edificio da parte dell'Amministrazione Giordani con lo stanziamento di oltre un milione di euro. La consegna della struttura, da aprire come attrazione turistica, è prevista nel mese di settembre 2025.  
Anticamente era l'edificio pubblico più alto di Padova. Le era seconda in altezza la vicina Torre del Bo.

## Storia

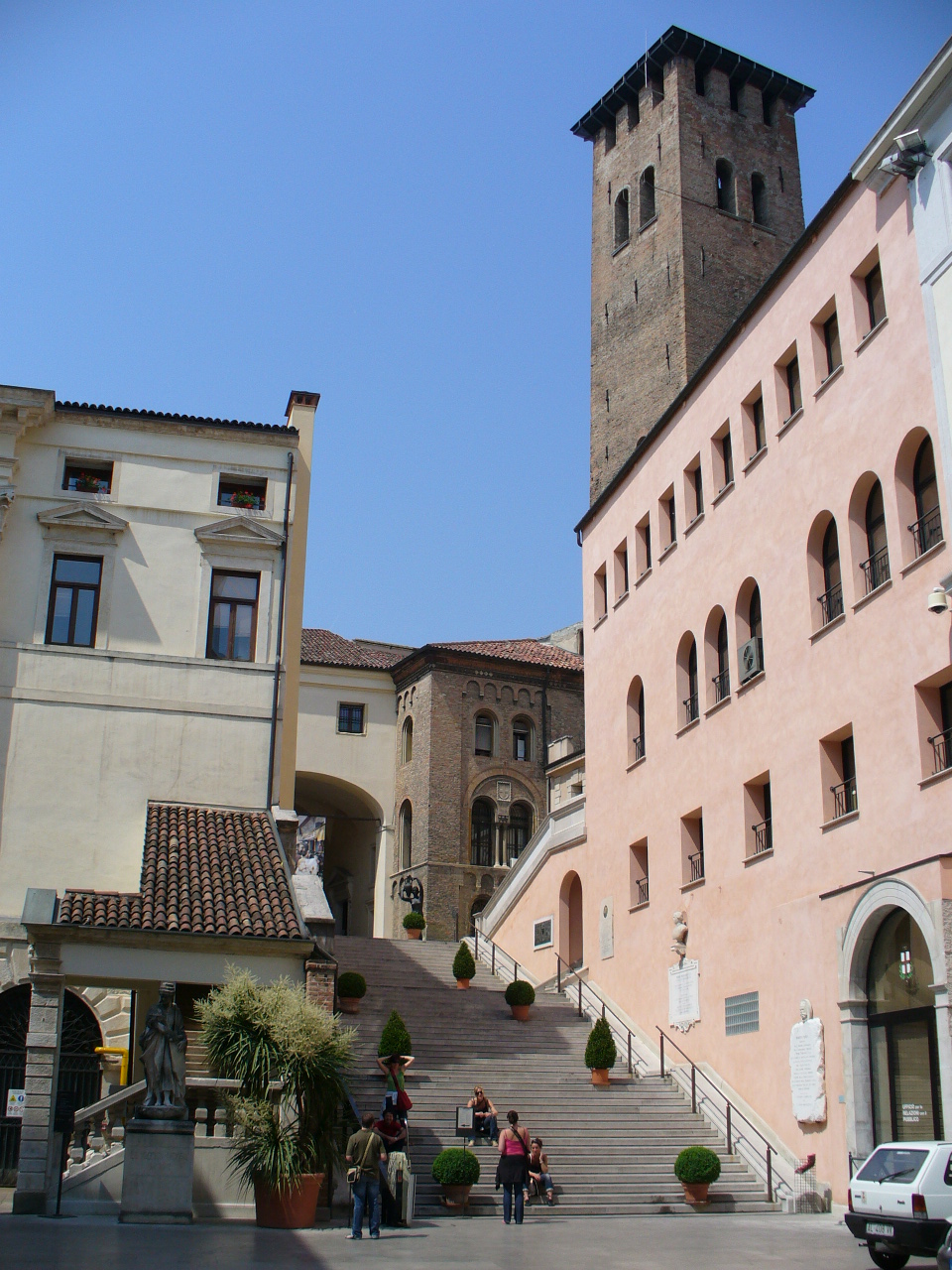
La Torre dal Cortile del Palazzo Comunale

### Età comunale e carrarese

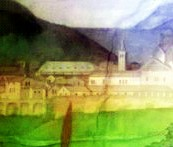
La Torre degli Anziani con la copertura a guglia gotica, ritratta accanto al Palazzo della Ragione da Girolamo Tessari ne Il transito del Santo alla Scuola del Santo

Secondo la tradizione la torre - già esistente nei secoli XI-XII - appartenne al condottiero Tiso VI da Camposampiero che nel 1215 la cedette, assieme al suo vicino palazzo e dietro cospicuo pagamento, alla comunità civica - Dominus Tiso de Campo Sancti Petri tunc vendidit domum cum turri alba comuni Paduae - . Negli anni successivi venne inglobata nel complesso dei palazzi pubblici: affiancata prima a ponente dal Palazzo del Consiglio (tradizionalmente frutto del lavoro del mastro Leonardo Zise Boccalega) e poi a levante dal Palazzo degli Anziani (eretto nel 1285 quanto era podestà Guglielmo Malaspina degli Obizzi) da cui la torre trasse il nome. Martin, riprendendo quanto già formulato dal Cessi, ha ipotizzato che il palazzo fortificato dei Camposampiero a cui la torre apparteneva sia stato utilizzato come prima sede del Comune di Padova, per poi finire smontato per fornire di materiale i cantieri di un più organico e strutturato complesso palaziale pubblico. La torre sopravvisse utilizzata come campanile, più volte alzata e elevata in altezza. Nel 1295, essendo podestà il fiorentino Fantone de' Rossi, fu sopraelevata e sistemata per accogliere un campanone giunto in città come bottino dalla presa di Este, nel 1293. Si cercò di raddrizzare la struttura perché già allora pendente verso levante, a causa di un cedimento delle fondamenta. Venne chiamata Torre Vecchia, Torre Alta o d'Ognissanti perché si usava suonare il campanone alle maggiori feste patronali.
Era chiamata comunemente Torre del Comune ma anche Torre Bianca perché intonacata a calce bianca a differenza della vicina Torre Rossa; assieme andavano a richiamare i colori del libero comune di Padova, il bianco ed il rosso. Della Torre Rossa, mozzata in seguito al terremoto del 25 gennaio 1348, rimane l'imponente base oggi visibile tra il Palazzo del Consiglio ed il Palazzo del Podestà: sulla sua sommità era posta una gabbia di ferro dove venivano rinchiusi i colpevoli di atroci delitti.
La Torre degli Anziani fu restaurata e coperta da un cuspide piramidale di stampo gotico (come si fece per la Torre dell'Orologio in Piazza dei Signori) testimoniata da numerose raffigurazioni del Quattrocento e del Cinquecento.

### Età veneziana

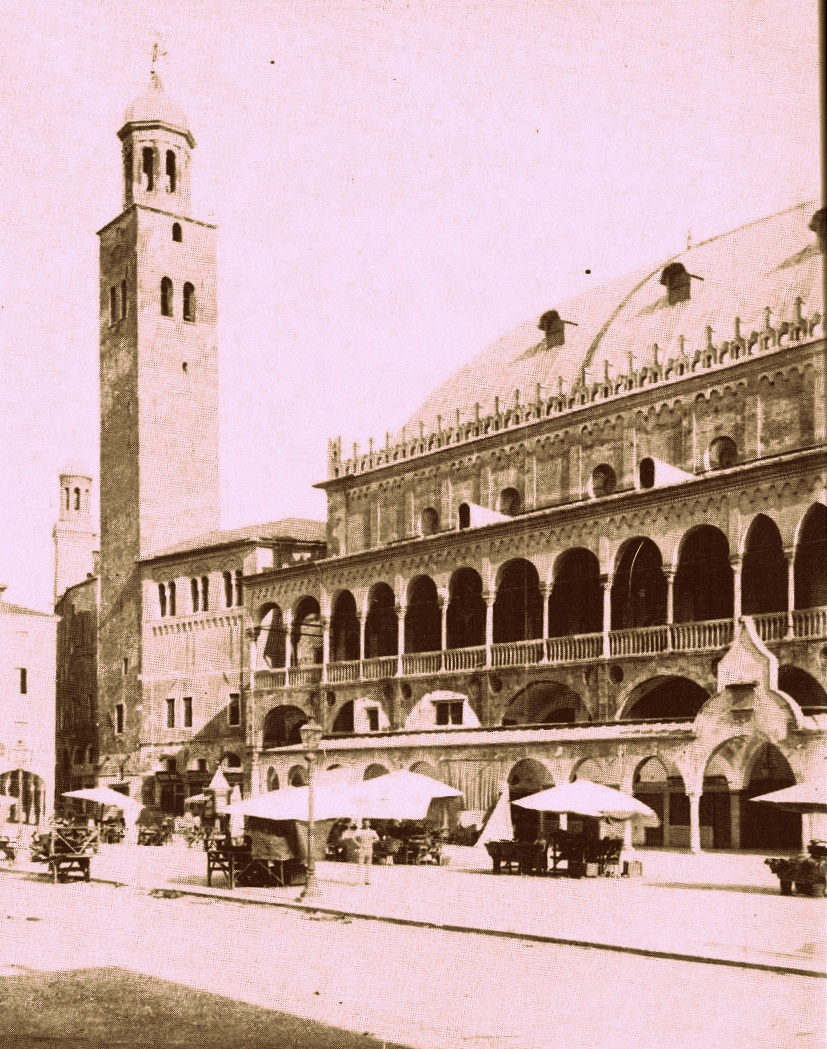
La Torre degli Anziani con la lanterna seicentesca. Dietro, la Torre del Bo prima della demolizione

Nel 1586 la copertura della torre - chiamata in questo periodo pure Pretoria - venne sostituita da una monumentale propagine a pianta ottagonale con cupola, questa pure coronata da una grande statua ricoperta a piombo raffigurante la Giustizia. La nuova copertura fu circondata da una balaustra marmorea, a creare una sorta di poggiòlo. Il pesante rialzamento forse gravò sulla stabilità della torre. Martin ha proposto come ideatore del complesso architettonico Giulio Viola Zanini. Nel febbraio 1695 la fabbrica fu danneggiata da un terremoto, tanto che in città se ne temette il crollo; seguì lo sconcerto dei cittadini ed il solenne richiamo dei Deputati al Governo della Dominante Serenissima che incaricò un gruppo di periti scelti per effettuare rilevazioni e per stendere rapporto. Tra gli scelti spiccava il veneziano Antonio Gaspari: rilevò che i danni maggiori furono causati non dal terremoto, ma dalla presenza di uno scarico di fognatura proveniente dagli uffici dei giudici e dalla casa del custode, col conseguente defluire dei liquami lungo la parete a levante e danneggiamento della muratura. Si attuarono dei lavori di restauro che ripresero a seguito del distacco di parte della balaustra, nel 1727. Subentrò la figura di Giovanni Poleni che si fece responsabile della rilevazione statica della torre. Nel 1741 si restaurò il castello delle campane, mentre la balaustra superiore minacciava sempre più rovina: una colonnina cadendo sfondò il tetto dell'abitazione privata del Giudice del Malefizio, nel 1746. Il Poleni scongiurò ogni pericolo di crollo e promosse una visita di esperti da ripetersi ogni quindici anni.
Alla fine del XVIII secolo si attuarono diversi lavori di restauro anche se il timore che l'intera torre potesse crollare si accentuò durante la reggenza del Capitanio e Vicepodestà Domenico Michiel: nel 1779 fece rimuovere la balaustra superiore e vietò che si suonassero le campane. Nel 1789 si rinnovarono le scale e il castello delle campane.
Nel 1772 fu costruita alla base della torre verso meridione la Fabbrica del Tesoro, su progetto di Domenico Cerato, edificio-cassaforte a custodia dei beni del Comune e del Monte di Pietà.

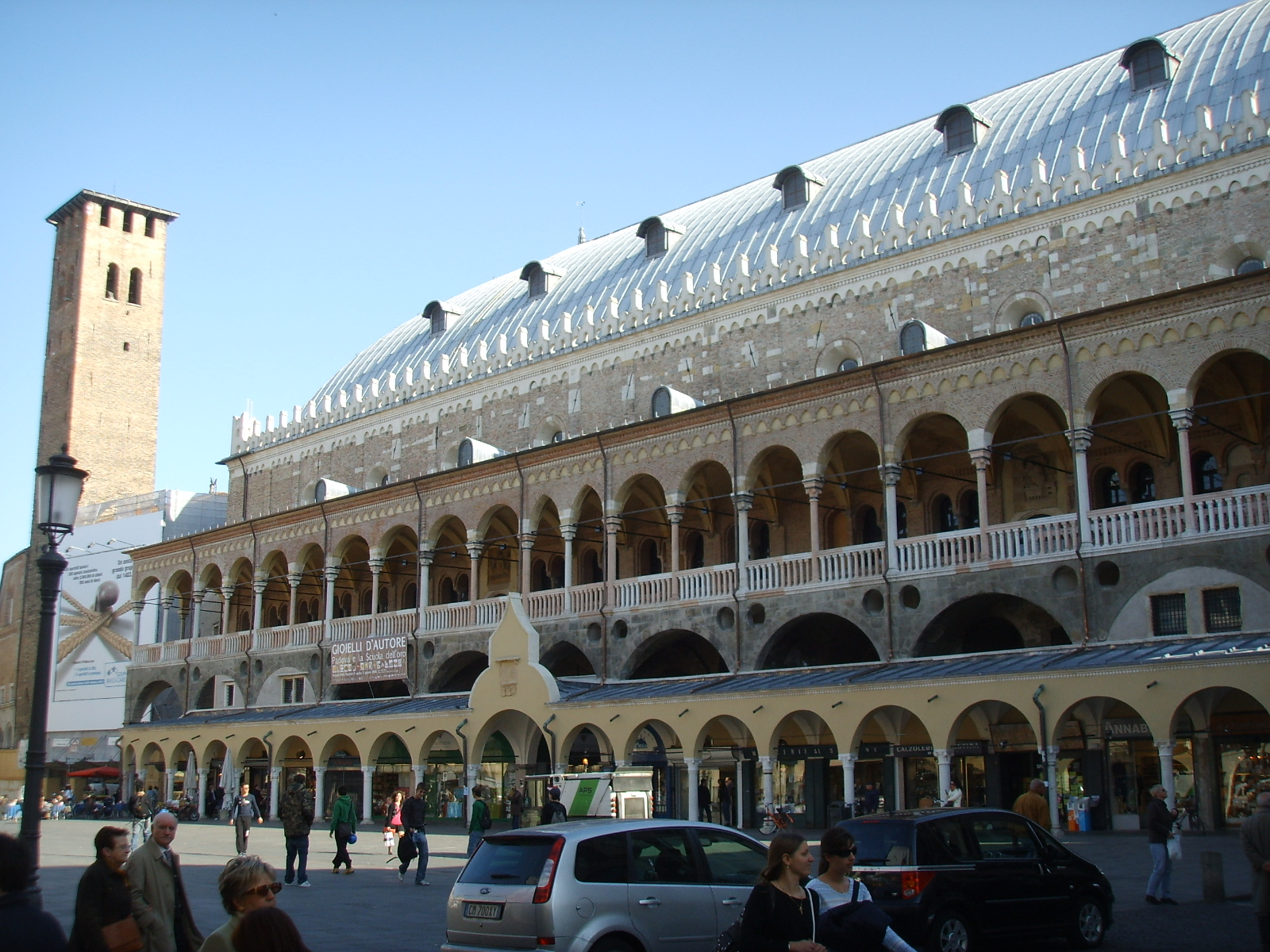
La torre da Piazza della Frutta

### Età contemporanea
Nel XIX secolo sia l'amministrazione austriaca e sia quella italiana proposero di mozzare la Torre degli Anziani per mettere definitivamente in sicurezza l'area e mettere fine ad un problema divenuto secolare, ma gran parte della cittadinanza andava opponendosi a decisione tanto azzardata. Il dibattito proseguì per tutto l'Ottocento e all'inizio del secolo seguente. Nel 1914 si mozzò la Torre del Bo, cosa che provocò gran scandalo tra gli intellettuali cittadini.
Nel 1938 si principiò un'imponente campagna di restauro guidata da Ferdinando Forlati, esponente di spicco della Regia Sovrintendenza Regionale ai Monumenti. Forlati tra il 1938 ed il 1941 fece demolire la lanterna seicentesca e riaprire i merli del XIII secolo, seguendo un progetto "filologico" che andasse ad esaltare la gloria del Comune padovano. La struttura fu consolidata con il metodo delle iniezioni cementizie. L'altezza della torre passò, una volta privata della lanterna, da 56,7 metri a 48. Si eliminarono anche gli ultimi resti dell'intonaco bianco che anticamente caratterizzò la costruzione.
Negli anni '90 l'ingegnere Claudio Modena effettuò monitoraggi statici, mentre nel 2004 l'assessore Luisa Boldrin propose il restauro e l'apertura al pubblico dell'edificio con concessione d'uso ad associazioni astrofile (La torre per vedere le stelle, articolo di Aldo Comello per Il Mattino di Padova, 2004), parere che non trovò in seguito appoggio.
Da alcuni anni il tetto della torre è stato messo in sicurezza attraverso una avulsa struttura in metallo a contenimento dei frammenti in distacco dalla copertura a coppi.
Nel maggio del 2021 alla torre è stata dedicata una pubblicazione che ne ripercorre la vicenda storica. La giunta Giordani ha annunciato la riconsegna alla città e l'apertura alle visite per la primavera del 2023. 

## Descrizione

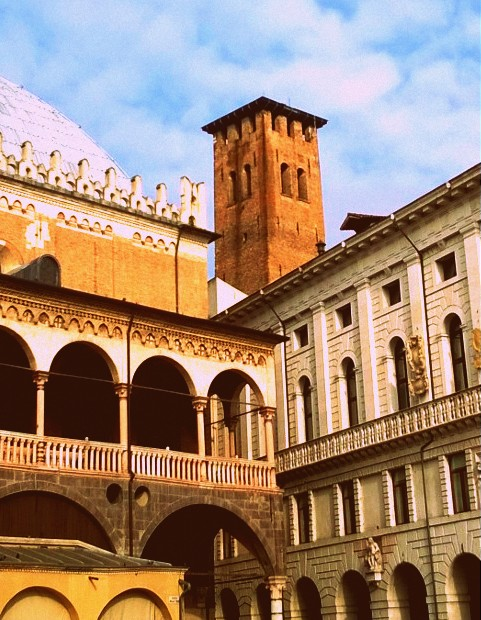
La torre da Piazza delle Erbe

La torre si innalza per 47 metri. La costruzione in cotto e pietra si innalza su uno sperone di circa 8 metri (in gran parte interrati) composto da grandi blocchi lapidei. Gran parte del materiale di costruzione è di età romana, reimpiegato, come era in uso nel XII secolo. Lungo le pareti stanno poche aperture che sono per lo più tamponate, ed in alto la cella campanaria aperta da bifore, una per ogni lato. La costruzione è priva di particolari decorazioni, escludendo qualche concio lapideo inserito nella muratura in cotto. A meridione vi si appoggia la barocca Fabbrica del Tesoro.

## Le campane

### Storia

La torre dal Liston nei primi anni del Novecento: sulla sommità, la lanterna e il pennone per il vessillo, sopra la cupola la statua della Giustizia

Nella torre erano incastellate due campane, ma non è da escludere che anticamente il numero fosse maggiore; ricorda infatti l'Orsato che sopra la Torre del Commune bisognava, che vi fossero tre campane, per sonare ad ogni occorrenza. Questi bronzi suonavano tradizionalmente molto spesso e giornalmente in più occasioni: alle ore di terza e di nona, al mezzogiorno, all'ora sacra, in occasione degli incanti del Sacro Monte, agli arringhi, per la adunanze de' foro, alle funzioni pubbliche, agli ingressi di nuovi Rappresentanti della Dominante e dei nuovi Vescovi, alla morte e all'elezione del Doge. Pure in caso di temporali con minaccia di fulmini e battevano segno perché fossero chiuse le porte della città in caso di delitto, onde impedire la fuga del reo e in caso di piena o incendio. Un'antichissima tradizione, sopravvissuta sino al XIX secolo, prevedeva il suono della "campana granda", il "campanon" - trentanove "botti" - due ore dopo il tramonto: imponeva a tutti quelli che camminavano per strada di munirsi di ferale e di liberarsi dalle armi post botos nullus audeat ire per Civitatem sine lumine et cum armis.
Il suono delle campane si è fermato a causa dei problemi statici evidenziati nel 1938. Dopo il restauro ed il consolidamento guidati dal Forlati le campane non hanno più ripreso a suonare quotidianamente lasciando cadere nell'oblio sia la secolare funzione della torre che una caratteristica del paesaggio sonoro cittadino.
In vista dei restauri annunciati nel 2021 si è ipotizzato di ripristinare gli antichi suoni di "regola" emessi dalla torre. 

### La "campana granda" o "Campanon"
La maggiore "campana granda" o "Campanon", secondo la tradizione fu portata a Padova nel 1293 dopo essere stata sottratta da qualche torre come bottino di guerra durante le battaglie contro gli Este: la quale si trovò nella rocca d'Este allora che fu presa da' nostri. Si spezzò una prima volta e rifusa nel 1313, una seconda nel 1566 ed una terza nel 1603 a Vicenza. Nell'agosto del 1749, mentre rintoccava per onorare la processione di San Rocco che passava per le piazze, la "campana granda" si spezzò. Fu rifusa nel 1750 dal fonditore Domenico Badandi, ed "alleggerita" perché non gravasse sulla staticità della torre. Spezzatasi nuovamente, venne rifusa nel 1761 a Venezia, presso l'arsenale dal fonditore Giuseppe Mazaroli (2735 kg).
Nell'aprile del 1894 il tecnico inviato dal Sindaco Emiliano Barbaro rileva che "da un mese la campana [...] è fessa, è stata allargata la fenditura per ripristinare l'originario suono, ma non si è avuto risultato". A maggio l'ingegnere capo della Giunta ritiene che la campana sia irreparabile e riscontra "una seconda fenditura". Le operazioni di ripristino risulteranno inutili tanto che l'anno dopo la ditta Colbachini accetterà le condizioni di rifusione della "campana granda" proponendo di aggiungervi pure la campana minore, cosa che non sarà accettata dall'ingegnere capo perché "era quella che segnalava gli incendi e potrebbe essere riutilizzata".
Il 26 aprile 1895 si stipula il contratto di affidamento della rifusione del campanone alla ditta di Daciano Colbachini.
Il 13 luglio 1895 alle "ore 4:40 si è proceduto alla fusione della nuova campana" e "tutto si è svolto in quattro minuti e mezzo": il bronzo risultò pesare 3336 kg contro il massimo previsto di 2872,35 (poi portato a 3100 kg). La ditta Colbachini nel 1897 chiederà "il certificato" al Sindaco, volendo partecipare "alla gara per la campana di Genova" certificato che verrà negato per "la grande eccedenza di peso tra la campana ordinata e quella eseguita" (21 maggio 1897).
Oggi la "campana granda" - campanone a slancio, rifusione Gaspare Colbachini 1895 - nota La2, diametro 175 cm, peso 3336 chili, è alloggiata sulla torre degli Anziani e risulta essere la campana più grande della provincia di Padova.
Negli ultimi sessant'anni la "campana granda" è rintoccata in qualche rara occasione; l'ultima quella del concerto delle campane cittadine alla sera della vigilia della festa del Santo, nei primi anni del 2000 e in occasione della "Notte Bianca".
La campana pare essere quella citata nella novella "Amicissimi" di Luigi Pirandello.

### La campana "di terza"
Presente sulla torre già dal Medioevo, venne rifusa - secondo la documentazione - nel 1750 dal fonditore Domenico Badandi che aveva fonderia in Padova ed a Rovigo. In alcuni documenti è definita "campana di terza" forse perché batteva la metà mattinata. Nell'Ottocento era suonata in caso di incendio. In realtà i suoni erano strettamente legati a quelli emessi dalla campana più grande, il Campanon. La campana è stata montata entro il 1590 su un castello posto all'interno della lanterna. La demolizione della parte sommitale avvenuta nel 1939 ha comportato la sua musealizzazione, prima presso il Palazzo della Ragione, in seguito presso il deposito del Museo degli Eremitani. Nel 1987, per ovviare alla mancanza di una campana dei Caduti, mai fusa, venne montata come ripiego nel torricino dell'ala Moretti-Scarpari dove risulta ora battuta a martello, a scandire le ore. 
Il bronzo del 1750 ha diametro di 85 cm e pesa tra il 250 e i 350 chili.
In vista dei restauri annunciati nel 2021, si è ipotizzato di riportarla nella torre per riunificare il secolare concerto pubblico di Padova.

### La tabella Vendramin
Onde evitare ulteriori guasti alle campane e alla torre, il 27 dicembre del 1746 il Provveditore Pietro Vendramin emanò un'ordinanza con precisa tabella che andasse a regolare i rintocchi della campana granda, interrompendo usi tramandati oralmente sin dal XIII secolo.
| Tabella Vendramin, 1746 |
| --- |
| I - In tutte le Processioni che capitano in piazza col Venerabile. |
| II - Nell'elezione e morte de' Serenissimi Dogi. |
| III - Negl'ingressi de' pub.ci Rappresentanti e Vescovi di questa città. |
| IV - Nei Consigli della Città. |
| V - Negl'incanti del S. Monte, e della pub. Camera. |
| VI - Nei casi di fuoco di giorno e di notte subito avvisato dal Palazzo. |
| VII - Nei pub. Arringhi di spedizione de' rei. |
| VIII - In ogni giorno delli sei mesi d'Autunno e Inverno a ore ventitré, nella Primavera ed Estate ad ore ventidue. In ogni sera di tutto l'anno all'ore due, colli soliti botti n.° trentanove, staccandone tre per batterli nel fine. |
| IX - Nel caso de' giustiziati a morte, oltre il di più che potesse succedere in casi eventuali che fosse comandato dalla carica. |

## La Fabbrica del Tesoro
Addossata alla torre verso meridione sta la barocca Fabbrica del Tesoro: la costruzione fu innalzata su progetto di Domenico Cerato nel 1772 in seguito ad un clamoroso furto di denaro avvenuto presso il Monte di Pietà Nuovo della quale fu accusato il cassiere, poi condannato a risarcire il denaro rubato. L'edificio a quattro piani, affacciato al piccolo cortile ai piedi della Sala del Consiglio è pensato come sorta di caveau civico. È caratterizzato da una decorazione in bugnato delle aperture e degli angoli, ha alle finestre ancora le originali pesanti inferriate a protezione del denaro che un tempo vi era conservato.